# Atlantic Ocean
Atlantic Ocean was een Nederlandse tranceact die bestond uit Lex van Coeverden (Den Haag, 17 juni 1963) en Rene van der Weyde. Voor het artwork en de titels van ze muziek werd inspiratie geput uit thema's die met water of zee te maken hebben. Ze werden vooral bekend met de hit Waterfall uit 1994. Het duo werkte ook solo, of in samenwerking met anderen onder diverse namen. 

## Geschiedenis
De Haagse Lex van Coeverden begon als dj in de jaren tachtig bij het piratenstation Radio Stad Den Haag. In deze periode maakte hij al diverse remixen van platen. Zo was hij tussen 1988 en 1991 actief als Sample Syndicate, waarmee hij diverse housemixen maakte waarvan er enkelen de hitlijsten bereikten. Er verschenen vijf afleveringen van zijn TBM Mix. Later maakte hij diverse houseplaten. Voor het project California Dreams werkte hij samen met DJ Gizmo.
In 1990 werkte van Coeverden voor het eerst samen met Rene van der Weyde uit Dordrecht, die ook al sinds de late jaren tachtig actief was in de housescene. Van der Weyde maakte in 1991 al een clubhit met de plaat Deep inside of me als TFX. Ze ontmoeten elkaar in een muziekwinkel waar Van der Weyde werkt. Eerst werken ze als Pegasus. Als Atlantic Ocean maakten ze eind 1993 het nummer Waterfall dat op Lex' label Pegasus Recordings verscheen. Het nummer zou aanvankelijk een B-kant van een ander nummer worden maar het duo was zo tevreden dat Waterfall de nieuwe single werd. Hij bezat in deze periode tevens Dance International Records. Waterfall werd in het voorjaar van 1994 een grote hit en bereikte de tweede positie. Voor opvolger Body In Motion maakten ze gebruik van vocalen. Hiervoor huurden ze Farida Merville (ex-Quazar) in. Ook verscheen het album Waterfall. De jaren daarop verschenen er nog singles als Lorelei (1995), The Cycle Of Life (1997), Autumn (1998) en Trance Atlantis (1999). Voor de single Trance Atlantis heeft Ben Liebrand de bijbehorende videoclip gemaakt.
Na 1999 werkte het duo nog sporadisch samen. Van der Weyde werkte in de late jaren negentig onder verschillende namen samen met Speedy J. Een veel gebruikt pseudoniem is Dave Leatherman. Later begon hij een loopbaan in de ICT, hoewel hij sinds 2010 ook weer als dj actief is. Van Coeverden werkte vanaf die tijd veel samen met Bob Snoeijer onder namen als The Sax Brothers, Clubstation en South East Players. Ook begon hij in januari 2005 een eigen vinylperserij. In 2006 keerde Atlantic Ocean eenmalig terug met de single Poekauw/The Realm en in 2008 werd remix Waterfall 2009 een hit. In 2017 blies Van der Weyde zijn project Dave Leatherman nieuw leven in en bracht hij een grote hoeveelheid tracks uit.

## Discografie

### Hitnoteringen Sample Syndicate
| Single met eventuele hitnotering(en) in de Nederlandse Top 40 | Datum van verschijnen | Datum van binnenkomst | Hoogste positie | Aantal weken | Opmerkingen          |
| ------------------------------------------------------------- | --------------------- | --------------------- | --------------- | ------------ | -------------------- |
| TBM Mix                                                       | 1988                  | 19-11-1988            | 28              | 4            | Als Sample Syndicate |
| TMB Mix 2                                                     | 1989                  | 06-02-1989            | tip             | -            | Als Sample Syndicate |
| TMB Mix 3 - I Wanna Make You Dance                            | 1989                  | 04-11-1989            | tip             | -            | Als Sample Syndicate |
| TBM Mix 4 - Work That Body, Move That Body!                   | 1990                  | 21-07-1990            | tip             | -            | Als Sample Syndicate |

### Hitnoteringen Atlantic Ocean
| Single met eventuele hitnotering(en) in de Nederlandse Top 40 | Datum van verschijnen | Datum van binnenkomst | Hoogste positie | Aantal weken | Opmerkingen |
| ------------------------------------------------------------- | --------------------- | --------------------- | --------------- | ------------ | ----------- |
| Waterfall                                                     | 1994                  | 02-04-1994            | 2               | 11           |             |
| Body In Motion                                                | 1994                  | 16-07-1994            | 12              | 6            | Alarmschijf |
| Waterfall 2009                                                | 2008                  | 09-08-2008            | 28              | 4            |             |

| Single met hitnotering(en) in de Vlaamse Ultratop 50 | Datum van verschijnen | Datum van binnenkomst | Hoogste positie | Aantal weken | Opmerkingen |
| ---------------------------------------------------- | --------------------- | --------------------- | --------------- | ------------ | ----------- |
| Waterfall                                            | 1993                  | 13-08-1994            | 45              | 1            |             |
| Body In Motion                                       | 1994                  | 30-04-1994            | 14              | 9            |             |